# Bismark (Altmark)
Bismark település Németországban, azon belül Szász-Anhalt tartományban. Lakosainak száma 7899 fő (2023. december 31.).

## Népesség
A település népességének változása:
| Lakosok száma | 8418 | 8377 | 8256 | 8057 | 7909 | 7899 |
|               | 2015 | 2017 | 2019 | 2021 | 2022 | 2023 |